# Marais (Auron)
Der Marais (französisch: Ruisseau des Marais) ist ein kleiner Fluss im südlichen Zentrum von Frankreich, der im Département Cher der Region Centre-Val de Loire südöstlich der Stadt Bourges verläuft.

## Geografie

### Verlauf
Der Marais entspringt nahe der Autobahn A71 im östlichen Gemeindegebiet von Chavannes, entwässert mit einem anfänglichen Haken nach Ost generell Richtung Nordost und mündet nach rund 16 Kilometern im Gemeindegebiet von Saint-Denis-de-Palin als linker Nebenfluss in den Auron. Der Marais durchquert auf seinem Weg das Feuchtgebiet Marais de Contres, in dem er viele Entwässerungskanäle aufnimmt.

### Orte am Fluss
(Reihenfolge in Fließrichtung)
- Coudron, Gemeinde Chavannes
- La Pierre, Gemeinde Saint-Germain-des-Bois
- Contres
- La Périsse, Gemeinde Dun-sur-Auron
- Taissiau, Gemeinde Dun-sur-Auron
- Le Grand Couy, Gemeinde Saint-Denis-de-Palin
- Villaine, Gemeinde Saint-Denis-de-Palin